# Loxia
Loxia es un género de aves paseriformes de la familia de los fringílidos, que incluye seis especies comúnmente conocidas como piquituertos. Se distribuyen por los bosques de coníferas del hemisferio norte.
Se caracterizan por su pico grueso de mandíbulas cruzadas. Son fringílidos robustos, compactos con cabeza grande, alas largas y cola escotada. Tienen un plumaje colorido, los machos rojizos y las hembras amarillentas.
La forma de su pico les ha permitido especializarse en alimentarse de los conos y piñas de las coníferas.

## Especies
Tiene descritas cinco especies:
- Piquituerto lorito (Loxia pytyopsittacus) Borkhausen, 1793 - Bosques de coníferas del noreste de Europa y oeste de Siberia.
- Piquituerto escocés (Loxia scotica) Hartert, 1901 - Bosques de coníferas del norte de Escocia.
- Piquituerto común (Loxia curvirostra) Linnaeus, 1758 - Europa, Asia, norte de África, América del Norte y América Central.
- Piquituerto franjeado (Loxia leucoptera) Gmelin, 1789 - Norte de Eurasia y de América del Norte.
- Piquituerto de La Española (Loxia megaplaga) Ripley, 1916 - Cordillera Central de la República Dominicana, y zonas cercanas de Haití. Anteriormente considerada una subespecie de L. leucoptera.
- Piquituerto de Cassia (Loxia sinesciuris) Benkman et al., 2009 - Idaho (Estados Unidos).

## Filogenia
Los piquituertos (Loxia) están fuertemente emparentados con otras especies del género Carduelis que comparten hábitats fríos del hemisferio norte. Los piquituertos deberían ser clasificados junto con el pardillo sizerín (Carduelis flammea) y el pardillo de Hornemann (Carduelis hornemanni).